# Diastylis quadrispinosa
Diastylis quadrispinosa är en kräftdjursart som beskrevs av Georg Ossian Sars 1871. Diastylis quadrispinosa ingår i släktet Diastylis och familjen Diastylidae. Inga underarter finns listade i Catalogue of Life.